# Novokujbysjevsk

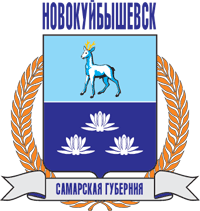
Stadens vapen.

Novokujbysjevsk (ryska Новоку́йбышевск) är en stad i Samara oblast i Ryssland. Folkmängden i centrala Novokujbysjevsk var 105 007 invånare i början av 2015, med totalt 107 274 invånare inklusive områden utanför centralorten som administreras av staden.